# نویشوو
نویشوو (به آلمانی: Neuschoo) یک شهر در آلمان است که در Wittmund واقع شده‌است. نویشوو ۱٬۲۲۷ نفر جمعیت دارد.